# Джеймс Стивън Фосет
Джеймс Стивън Фосет (на английски: James Stephen Fossett), известен като Стийв Фосет е американски бизнесмен, милиардер, въздухоплавател, моряк и пътешественик, първият човек, обиколил самостоятелно Земята на въздушен балон без почивка и прекъсване на полета.
Той е носител и на много други световни рекорди – например за най-продължителен полет и най-голяма скорост. През живота си поставя общо 116 рекорда в 5 различни спорта, 60 от които в момента на смъртта му остават все още неподобрени.
На 3 септември 2007 г. излита от частна писта в Невада на едноместен едномоторен самолет. След известно време връзката с него пропада и самолетът не се завръща. На борда има гориво за около 4 – 5 часа полет и една бутилка вода. Няма парашут и не оставя координати на земята накъде пътува. Започва масова спасителна операция със самолети и хеликоптери, която трае почти месец, но огромната пустинна площ затруднява търсенето. На 16 февруари 2008 г. официално е обявен за загинал, за да може вдовицата му да наследи богатството му. На 2 октомври 2008 г. туристи намират документи, принадлежащи на Стивън. По-късно специално изпратена експедиция намира останките от самолета и части от човешко тяло, разкъсани от хищници в близост до Мамът Лейкс в Калифорния, на около 10 мили от националния парк Йосемити и само на 500-600 метра от мястото, където са намерени документите. ДНК анализ потвърждава официалната версия за гибелта на Джеймс Стивън Фосет. 